# Glinsende vandaks
Glinsende Vandaks (Potamogeton lucens) er en vandplante i vandaks-familien. Den har en meget kraftig aksstilk, som opefter er fortykket. Alle blade er undervandsblade, deraf navnet "glinsende", og er grønne og store (op til ca. 20 cm lange og 6 cm brede. De er kortstilkede, og da bladpladen kan være nedløbende på en meget kort stilk, kan flere blade se ud til at være siddende. De ender altid i en spids, ofte forlænget af en kraftig udløbende midtnerve. Bladranden er under lup meget fint tandet. Hele planten kan blive over 3 meter.
Glinsende vandaks har kun ringe lighed med andre vandaksarter og ligner heller ikke andre danske vandplanter. Der findes flere hybrider med andre arter.
Voksested: Glinsende Vandaks er hjemmehørende i Europa, Asien og Nordafrika. I Danmark findes den i søer og vandløb som indeholder bikarbonat. Fortrinsvis i ikke-eutrofierede søer på dybder uden for rørsumpen. Den er forsvundet i store dele af landets åer, men findes stadig i flere åer i Sydvestjylland. Dens nuværende forekomst kan bedst beskrives som "restforekomster".